# Огуднево
О́гуднево — деревня в городском округе Щёлково Московской области России. Первое упоминание в 1584—1586 годах.

## География
Деревня находится на северо-востоке Московской области, относящейся к Восточно-Европейской равнине, на высоте 157 м над уровнем моря, в зоне умеренно континентального климата с относительно холодной зимой и умеренно тёплым, а иногда и жарким, летом. В деревне действует московское время.
Расположена на расстоянии около 5 км от пересечения Московского малого кольца («Бетонки») А107 и Фряновского шоссе Р110, рядом с деревней Протасово.
В деревне расположены улицы Зеленая, Лесная, Михайловская, Молодежная, Никольская, Полевая, Совхозная, Трудовая, Ульяновская, Центральная и Школьная, квартал Дом Учителей и ГСК Березка, а также приписано 4 садоводства.

## Название
В письменных источниках XVI века упоминается как деревня Обутнево, позднее в 1797 году — Агуднева, в 1871 г. Огуднева.
В своём топонимическом словаре Поспелов Е. М. название деревни связывает с некалендарным личным именем Огуда. В Этимологическом русскоязычном словаре Фасмера огуда — обманщик, нечестный человек.

## История
Упоминается как часть Объезжего стана Замосковной половины Московского уезда Московской губернии в Писцовых книгах XVI века и описывается так:

« В Объезжем же стану монастырские земли Чудова монастыря: … дер. Обутнево, а в ней пашни паханые сер. земли 22 четв. с осм., да пер. 1 четь с осм. в поле, а в дву потомуж, сена 50 коп.»
После земельных реформ Екатерины II (1764 г.) (секуляризации) деревня перешла в «Экономическое ведомство» Амеревской экономической волости. Деревня стала казенной и все её жители стали государственными (экономическими), а не монастырскими крестьянами.
C 1781 г. (за исключением небольшого периода 1796—1802 гг.) до 1929 г. входила в состав Ивановской волости Богородского уезда с центром в селе Ивановское.
В середине XIX века деревня Огуднево относилась ко 2-му стану Богородского уезда Московской губернии и принадлежала департаменту государственных имуществ. В деревне было 34 двора, 100 душ мужского пола и 139 душ женского.
В «Списке населённых мест» 1862 года — казенная деревня 2-го стана Богородского уезда Московской губернии на Троицком тракте (из Богородска в Сергиевскую Лавру), в 27 верстах от уездного города и 20 верстах от становой квартиры, при колодце, с 27 дворами и 246 жителями (108 мужчин, 138 женщин).
По данным на 1869 год — село Ивановской волости 3-го стана Богородского уезда с 50 дворами, 1 каменным и 52 деревянными домами, мишурным и медеплавильным заведениями и питейным домом и 271 жителями (116 мужчин, 155 женщин), из них 72 грамотных мужчины и 12 женщин. Имелось 48 лошадей, 68 единиц рогатого скота и 12 мелкого, земли было 386 десятин и 600 саженей, в том числе 60 десятин пахотной.
В 1886 году — 51 двор, 302 жителя, 2 мишурных заведения и медноплавильный завод.
В 1913 году — 70 дворов, земское училище, завод Титушина и чайная.
По материалам Всесоюзной переписи населения 1926 года — центр Огудневского сельсовета Ивановской волости Богородского уезда на Фряновском шоссе и в 27 км от станции Щёлково Северной железной дороги, проживало 472 жителя (224 мужчины, 248 женщин), насчитывалось 105 хозяйств (85 крестьянских), имелись школа 1-й ступени, проволочная артель, лавка, мельничное товарищество и спиртовая лавка.
В 1994—2006 годах Огуднево — центр Огудневского сельского округа.
До 9 января 2019 года был административным центром сельскому поселению Огудневское в Щёлковском муниципальном районе.
До 2019 года входил в состав Щёлковского района.

## Население
| 1852  | 1859  | 1869 | 1886 | 1899 | 1926 | 2002  |
| ----- | ----- | ---- | ---- | ---- | ---- | ----- |
| 239   | ↗246  | ↗271 | ↗302 | ↘103 | ↗472 | ↗1302 |
| 2006  | 2010  |      |      |      |      |       |
| ↗1490 | ↘1155 |      |      |      |      |       |

## Транспорт и связь
От железнодорожной станции Щёлково ходят автобусные маршруты № 35 и 37, а от Москвы — № 335.
От Москвы в деревню на автомобиле можно попасть по Щёлковскому шоссе А103, а затем по идущему от него Фряновскому шоссе Р110, далее пересечение с Московским малым кольцом А107, через д. Протасово 4 км.

## Достопримечательности
В 2007 году на территории психоневрологического диспансера была создана церковь Иконы Божией Матери Утоли Моя Печали.
В 2008 году в деревне была построена небольшая часовня Николая Чудотворца.
Недалеко от деревни расположено Чёрное озеро.